# Storia del calcio

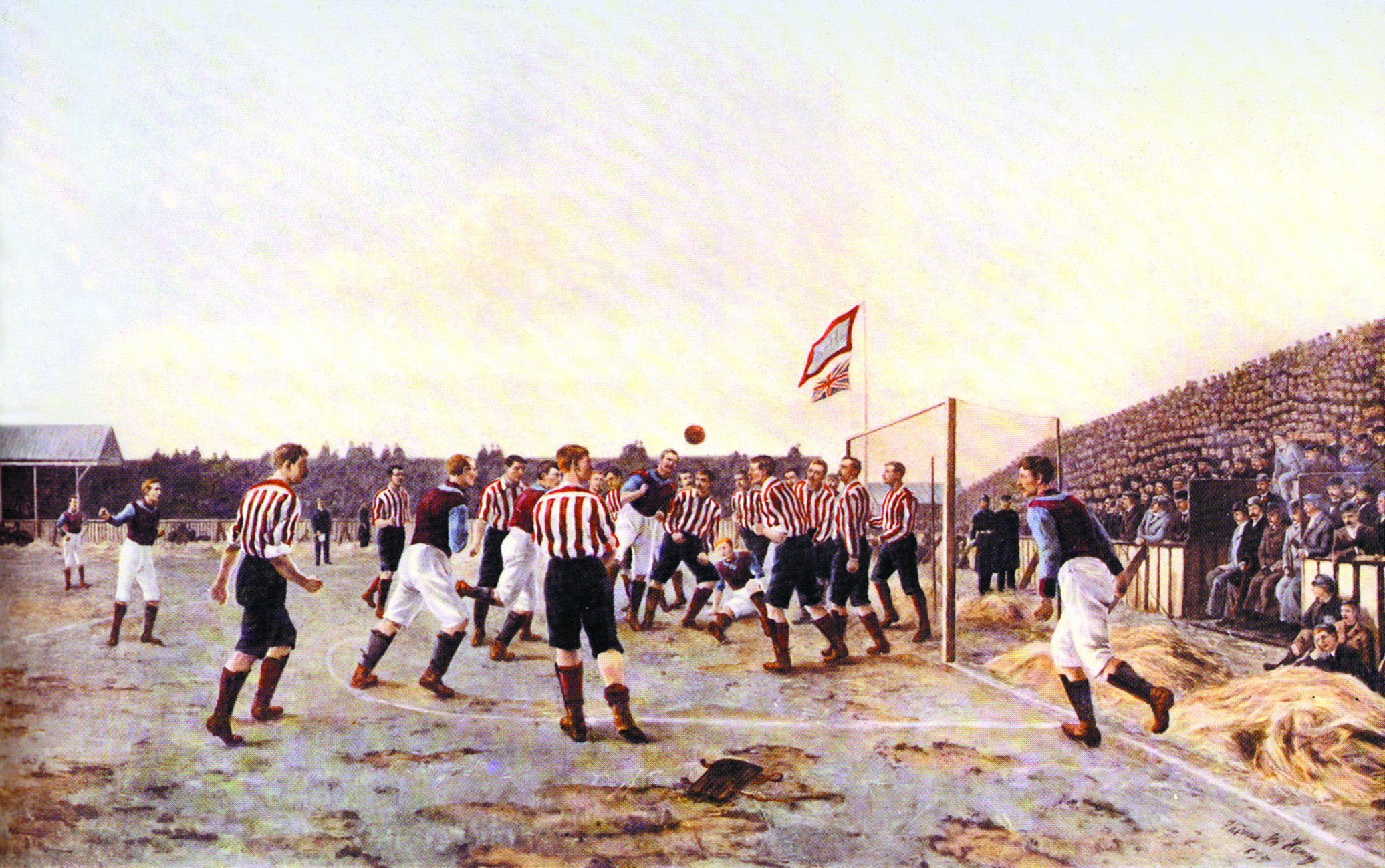
Una delle prime rappresentazioni artistiche al mondo dedicate al gioco del calcio: il dipinto Sunderland v. Aston Villa di Thomas M. M. Hemy (anche noto come A Corner Kick), 1895.

La storia del calcio moderno inizia il 26 ottobre 1863 in Inghilterra, quando venne fondata la Football Association (FA), l'organo di governo del gioco del calcio. Fu in quel momento che vennero codificate le prime regole ufficiali di questo sport, distinguendolo definitivamente dal rugby, con cui fino ad allora condivideva molte somiglianze, così segnando l'inizio della sua evoluzione come sport organizzato e regolamentato.
Il calcio, tuttavia, non rimase confinato ai confini britannici. Grazie ai commercianti e ai marinai, si diffuse rapidamente in altre parti del mondo, in particolare in Sud America. Questi pionieri del calcio portarono con sé non solo merci e prodotti, ma anche il loro amore per il nuovo gioco. Fu così che il calcio iniziò a radicarsi in paesi come Brasile, Argentina e Uruguay, dove trovò terreno fertile e si sviluppò. Ma la storia di questa disciplina attraversa più epoche e ha radici in tutti i continenti: di seguito se ne percorre una cronologia accurata da un punto di vista storiografico che riguarda giochi a squadre con la palla. 
Vi sono notizie di giochi che prevedevano una palla in molte culture attraverso i secoli: i Vichinghi praticavano il Knattleikr, sport di squadra in cui si usava un bastone per colpire il pallone; i Persiani, gli Egizi e gli Assiri avevano nella loro tradizione dei giochi con la palla; quelle utilizzate dagli Eschimesi erano involucri tondeggianti fatti di pelle di foca e riempiti di muschio e pelliccia; gli indigeni hawaiani giocavano con palle costituite da tessuto o foglie, i figiani con l'uva; infine gli aborigeni australiani utilizzavano lo scroto dei canguri imbottito di erba e ne ricavavano un pallone.

## Estremo Oriente

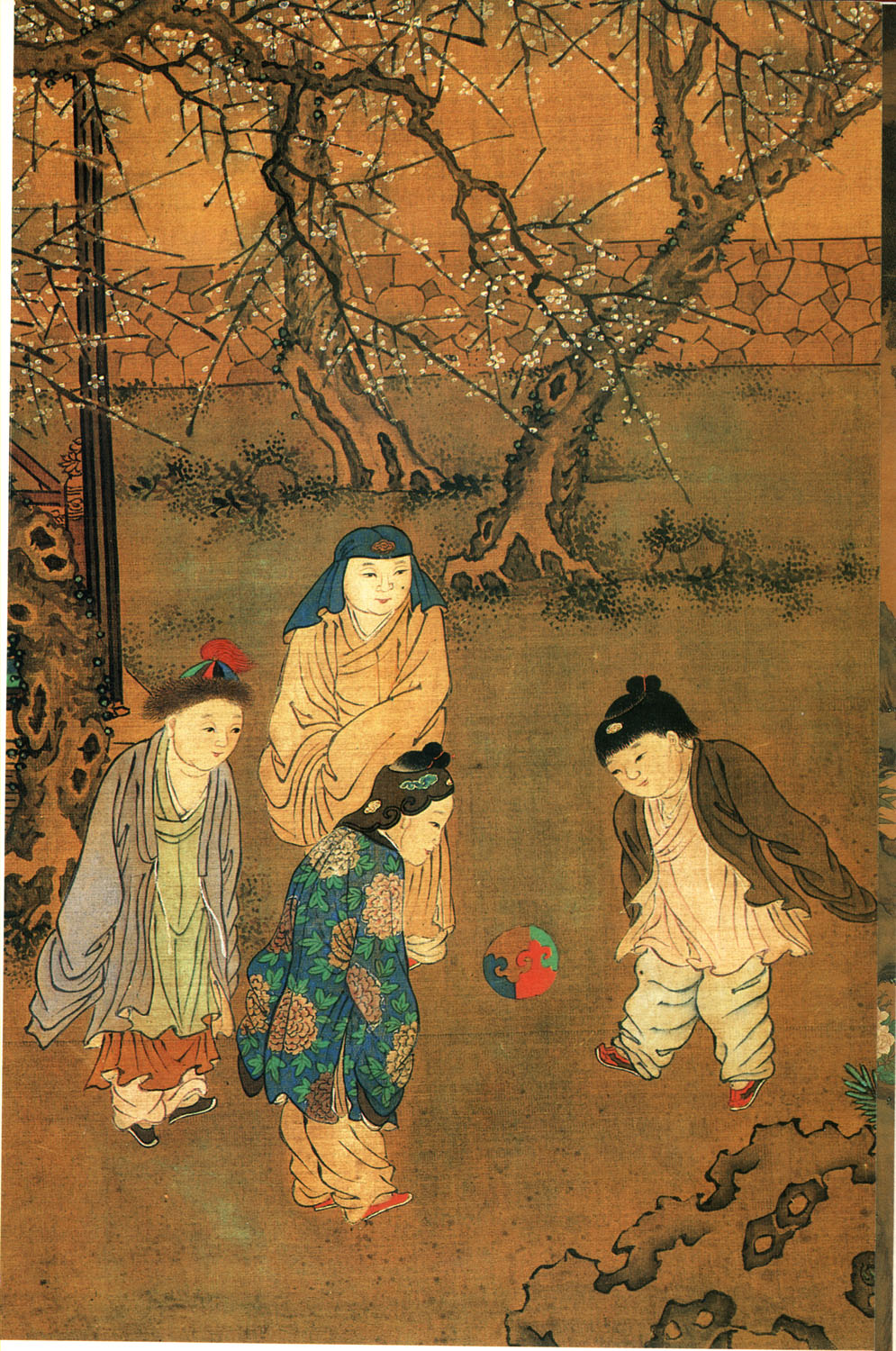
One Hundred Children in the Long Spring (長春百子圖), dipinto di Su Hanchen (蘇漢臣), dodicesimo secolo, Dinastia Song

Un antico gioco militare con la palla chiamato Cuju (o Tsu'chu a seconda della traslitterazione, in cinese tradizionale 蹴鞠, IPA: /tsʰûtɕy̌/, con il significato di "calciare la palla") era noto in Cina già tra il terzo e il secondo millennio avanti Cristo, nel corso del mitologico "Impero Giallo" di Huang Di. Si hanno notizie certe di tale sport praticato nel III secolo a.C. come addestramento per le truppe. Il Cuju, che godeva di molta popolarità, consisteva in due squadre da 12/16 calciatori che, rimanendo all'interno di un campo rettangolare, dovevano calciare un pallone all'interno di due pali, ovvero canne di bambù, senza l'utilizzo delle braccia. La palla era una sfera rudimentale fatta di pelle o vescica animale e riempita di pelliccia, piume e capelli.
Questo gioco è ufficialmente riconosciuto dalla FIFA come il più antico riconducibile al calcio moderno.
Fu per secoli estremamente diffuso a scopo ludico tra la popolazione cinese sia maschile sia femminile, divenne sport professionistico nel corso del VII secolo d.C. ed esportato in Corea, Vietnam e Giappone. In quest'ultimo Paese, una variante del Cuju prese il nome di Kemari (in caratteri giapponesi 蹴鞠): si trattava di tenere in aria con destrezza una palla senza l'aiuto delle mani, una sorta di gioco di palleggio non competitivo senza vincitori e sconfitti. La palla era una pelle di cervo con il pelo all'interno, riempita da chicchi d'orzo per farle prendere la forma, quindi svuotata oppure imbottita di segatura e cucita con crine di cavallo.

## Le civiltà precolombiane

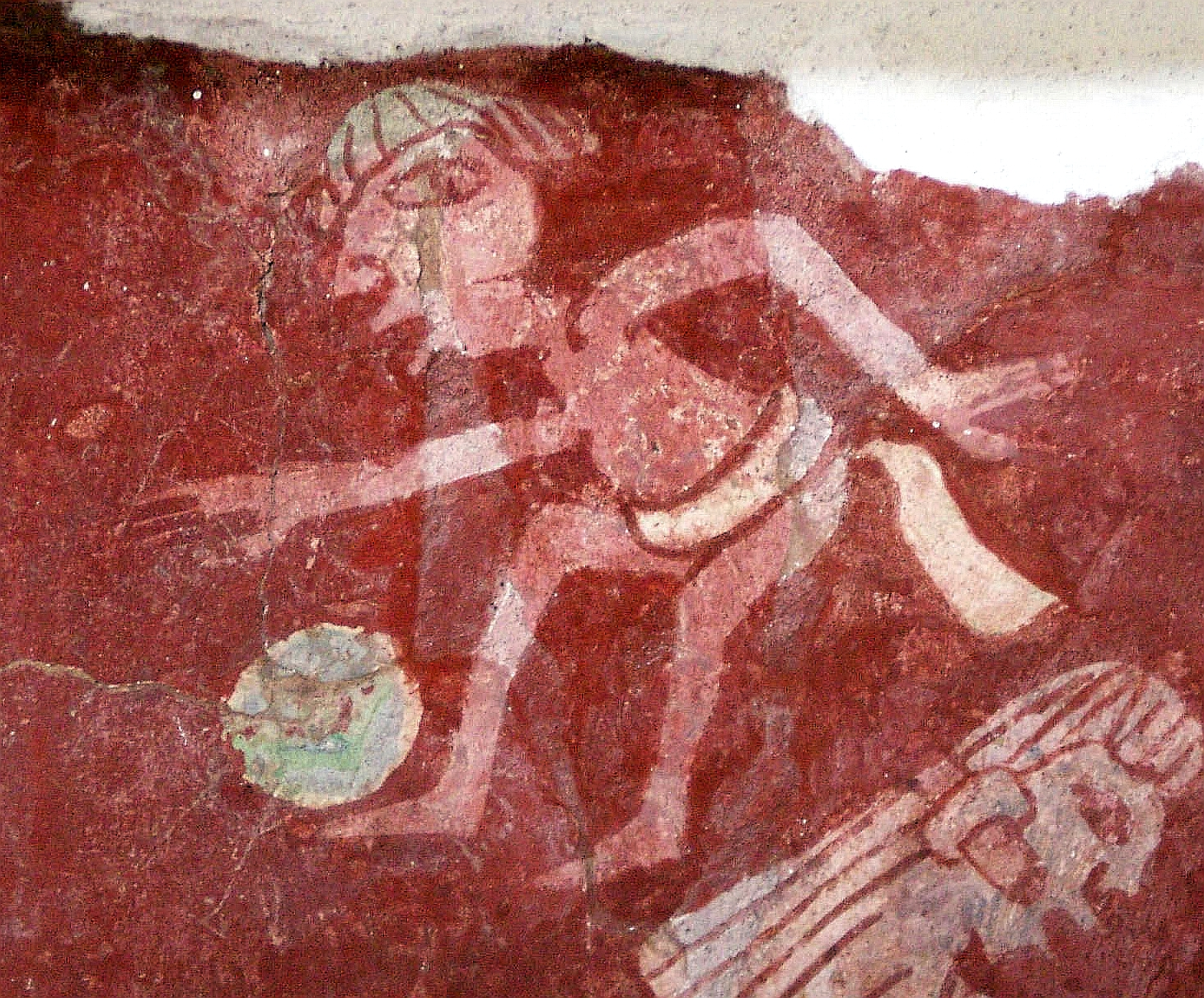
Giocatore con la palla su un murale a Teotihuacan

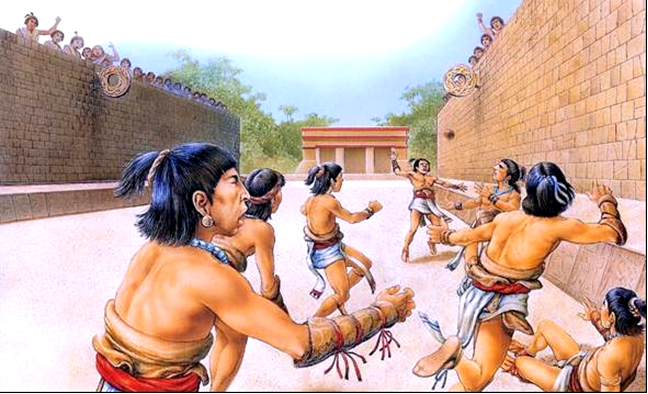
Il Tlachtli giocato dalle civiltà mesoamericane

Il gioco della palla veniva praticato in America centrale già nel XVII secolo a.C. dagli indigeni, ma si diffuse nelle civiltà precolombiane nel corso del periodo definito Classico: i Maya, gli Aztechi e gli Inca furono favoriti nello sviluppo del gioco dalla presenza in Amazzonia dell'albero della gomma, materiale primario dei loro palloni rudimentali.
Lo sport, in realtà più simile al basket o alla pallavolo, aveva molte varianti: lo scopo di una di esse, che si giocava con i fianchi e i glutei, consisteva nel tirare il pallone nel campo avversario senza che toccasse terra nel proprio; un'altra versione (il Tlachtli, o ōllamaliztli in nahuatl) prevedeva che la palla (ōllama) fosse tirata attraverso un anello di pietra, senza aiutarsi con le mani, in modo da vincere la partita o marcare un punto. I tratti comuni erano la violenza (si poteva optare per il gioco, ancorché cruento, per scongiurare una battaglia vera e propria), gli aspetti rituali (la palla rappresentava il Sole; l'anello invece simboleggiava l'alba, o il tramonto, o ancora l'equinozio) e lo sferisterio,  un campo a forma di "I", situato nell'edificio deputato alle cerimonie (a Chichén Itzá era lungo 168 metri).

## Antica Grecia e Impero romano-cristiano

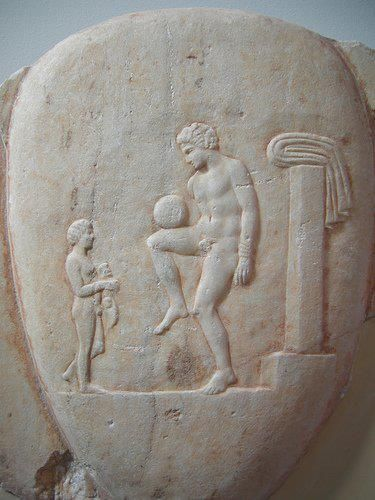
Bassorilievo su vaso raffigurante un uomo che gioca all'Episkyros, capostipite dei giochi con la palla europei (Museo archeologico nazionale di Atene)

Se è in america che venne concepito il concetto di gol, fu nell'antica Grecia che si affermò intorno al IV secolo a.C. quello che è considerabile come il padre europeo del calcio e del rugby: l'Episkyros (in greco antico: ἐπίσκυρος?), un gioco violento, soprattutto nella sua versione spartana. I giocatori erano 12/14 per squadra, il campo di gioco delimitato da tre linee: due di fondo e una centrale. Lo scopo consisteva nel riuscire a poggiare la palla (sphaira) sulla linea di fondo del campo avversario. Erano permessi i passaggi sia con le mani sia con i piedi, ogni giocatore ricopriva un ruolo ben preciso e comunicava con gli altri per meglio organizzare la difesa e l'attacco.
È tra i giochi antichi riconosciuti dalla FIFA come antenati del calcio.
A Roma l'Episkyros fu importato dalle colonie nel corso del II secolo a.C. e si trasformò nell'Harpastum; il suo nome deriva dal termine greco ἁρπάζω (harpázō), con il significato di strappare con forza, afferrare [il pallone].

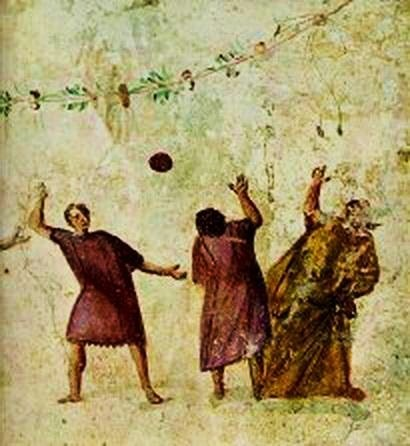
Lharpastum in un affresco romano

La palla (pila) era piccola, riempita di lana o stoppa, simile a quella utilizzata nella pallamano moderna. Il gioco rimase molto popolare per circa 800 anni, specialmente tra i gladiatori e i legionari; questi ultimi usavano praticarlo principalmente nei limes (le terre di confine) dell'Impero romano, diffondendolo dunque in tutto il Vecchio Continente e anche in Inghilterra. Vi giocavano tanto i romani quanto i barbari e il sistema di punteggio era molto semplice: raggiungere la meta dava un punto. Come l'antesignano greco, anche l'Harpastum romano era uno sport violento, che portava a frequenti infortuni.
La FIFA lo annovera tra i precursori del calcio.

## Medioevo

### In Francia e Gran Bretagna gli antenati del calcio e del rugby
La prima menzione di un gioco con la palla nell'Europa medievale si ha con la Soule (Choule in normanno, Chôle in lingua piccarda) nel 1147, praticata nel nord della Francia (Normandia e Piccardia) e in Cornovaglia. Questa contesa aveva poche regole: le squadre, formate da un numero potenzialmente illimitato di componenti, vedevano contrapporsi villaggi antagonisti, con lo scopo di portare il pallone (detto appunto soule) dapprima dalla propria parte, quindi in una zona designata del paese rivale (come ad esempio la chiesa o la piazza principale).

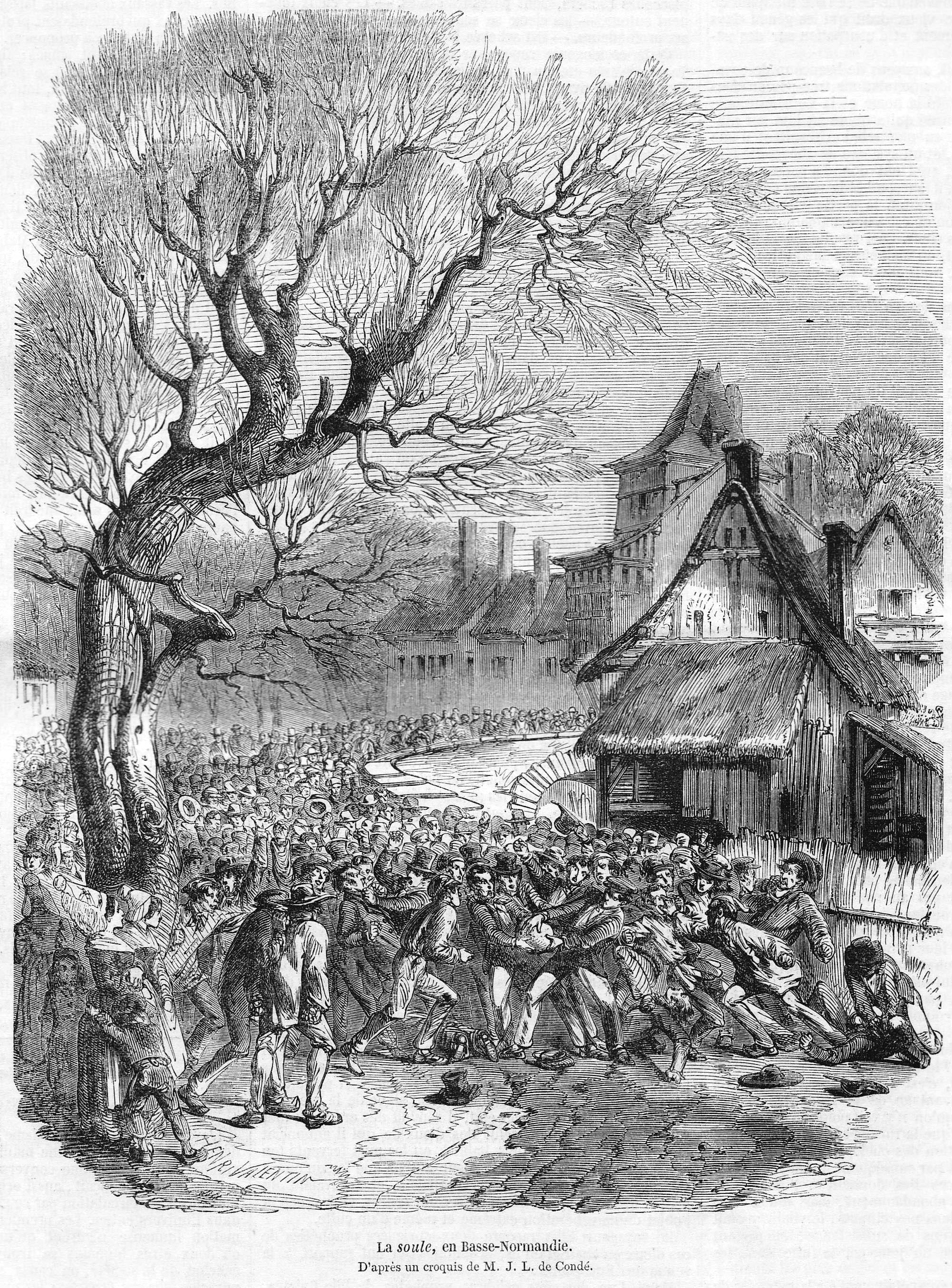
Un incontro di Soule in Bassa Normandia. Immagine pubblicata da L'Illustration nel 1852

Il campo da gioco aveva dunque grandezza variabile e poteva anche includere fossati, ruscelli, boschi e zone paludose. La metà campo poteva essere il confine tra due parrocchie, ma anche il cimitero o il castello del signore locale. La palla era in cuoio o in vescica di maiale, riempita di crusca, fieno, muschio o crine di cavallo; veniva colpita con mani, piedi o bastoni. Si trattava di un gioco molto violento, che non di rado portava a infortuni anche gravi.
Da questo sport francese derivò, quasi identico, il Mob football (chiamato anche Folk football, letteralmente "calcio della folla"), disputato per secoli. Una regola di tale gioco vietava espressamente ai componenti delle squadre (queste anche in numero maggiore di due) di commettere omicidio. Come nella Soule, l'obiettivo del Mob football era quello di portare una palla (fatta di pelle di maiale gonfiata) nel villaggio avversario.

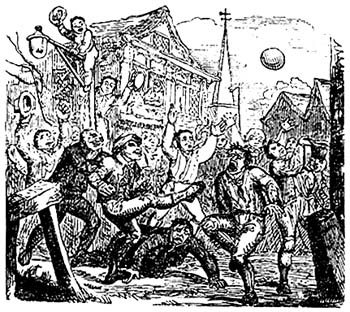
Illustrazione di un incontro di Mob football in Crowe Street a Londra nel 1721

Sempre in Inghilterra, da disputarsi nel periodo di Carnevale, si affermò poi un tipo di calcio chiamato Shrovetide football, simile ai predecessori e riproposto in epoca contemporanea in chiave di rievocazione storica.
C'era anche la versione celtica del calcio medievale, ovvero il gallese Cnapan (o Knappan). Si giocava come il Mob football, ma veniva utilizzata una pallina di legno fatta bollire per ore nel grasso animale per renderla più scivolosa e sfuggente. Le regole non scritte della competizione prevedevano che il gioco, se la foga fosse stata eccessiva, potesse essere fermato al grido: "heddwch!" (ossia "pace").

## Rinascimento
Sebbene anche in Italia si praticassero sport con la palla diretti discendenti dell'Harpastum nel periodo del Basso Medioevo, tradizionalmente la diffusione del calcio nelle varie Signorie si può datare durante il Rinascimento. Là dove il gioco conobbe popolarità e attecchì meglio fu a Firenze. In particolare, il 17 febbraio 1530, con la città cinta d'assedio dalle truppe imperiali di Carlo V, si improvvisò una celebrazione per il Carnevale: noncuranti dell'esercito nemico alle porte, i fiorentini, accompagnati dai musici della Repubblica, presero a disputare una partita di Calcio in costume (detto anche Calcio in livrea, in epoca contemporanea Calcio storico fiorentino).
Il termine "calcio" trae origine dal latino calx, calcis, ossia calcagno, tallone (una delle parti del piede deputate a colpire, o appunto calciare, la palla).

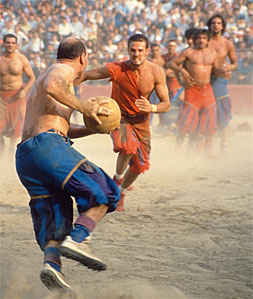
Una fase di gioco di una partita di calcio storico (rievocazione)

Poiché era derivato dall'Episkyros greco e dall'Harpastum romano, si trattava di un gioco violento, un misto fra lotta corpo a corpo, pugilato, rugby e calcio.
Il Vocabolario degli Accademici della Crusca dà questa definizione: «È calcio anche nome di gioco, proprio e antico della città di Firenze, a guisa di battaglia ordinata con una palla a vento, somigliante alla sferomachia, passata dai Greci ai Latini e dai Latini a noi.» La "palla a vento" era un pallone di cuoio "gonfio d'aria".
Il campo di gioco era il cosiddetto "sabbione" di piazza Santa Croce, nel quale in un tempo prestabilito si disputava l'incontro. Tra polvere, sudore e sangue (gli infortuni erano ricorrenti), una squadra formata da 27 giocatori (detti "calcianti") doveva cercare di realizzare una marcatura ("caccia" è la terminologia corretta) in più dei rivali; se, nel tentativo di segnare, il tiro fosse andato sopra la rete, si assegnava "mezza caccia" all'avversario. Era consentito l'uso di tutte le parti del corpo.
Tra il quindicesimo e il sedicesimo secolo, un gioco simile al calcio in costume fiorentino si praticava anche a Venezia (senza l'uso delle mani) e Bologna. Una variante era popolare anche a Prato, giocata dal Cinquecento, con il nome di "Palla grossa".

## I giochi con la palla nelle colonie

### Indigeni nelle Americhe
Nel sedicesimo e diciassettesimo secolo in Nord America si praticavano forme di calcio simili alla Soule. I nativi americani, specialmente gli Algonchini e i Powhatan, si dedicavano al Pasuckuakohowog (che si può tradurre come "si radunano per giocare a palla con i piedi"), uno sport violento giocato da centinaia di persone per squadra in un campo lungo oltre un chilometro e con porte larghe ottocento metri.
Tra gli Inuit in Groenlandia, Canada e Alaska era diffuso un gioco chiamato Aqsaqtuk (letteralmente, "calcio sul ghiaccio"): una palla (aiuktouk in lingua inuit) riempita di erba, muschio e peli di caribù doveva essere portata in meta, la quale era distante chilometri, su un terreno di gioco prevalentemente ghiacciato; vi prendevano parte sia maschi sia femmine di tutte le età.
In Paraguay nel diciottesimo secolo i Guaraní si divertivano con il Manga ñembosarái: si trattava di uno sport il cui scopo era soltanto quello di mantenere il possesso della palla, costituita da sabbia umida ricoperta da una sorta di caucciù, che era prodotto dalla resina di un albero il cui nome nell'idioma locale definiva il gioco stesso.

### Aborigeni australiani

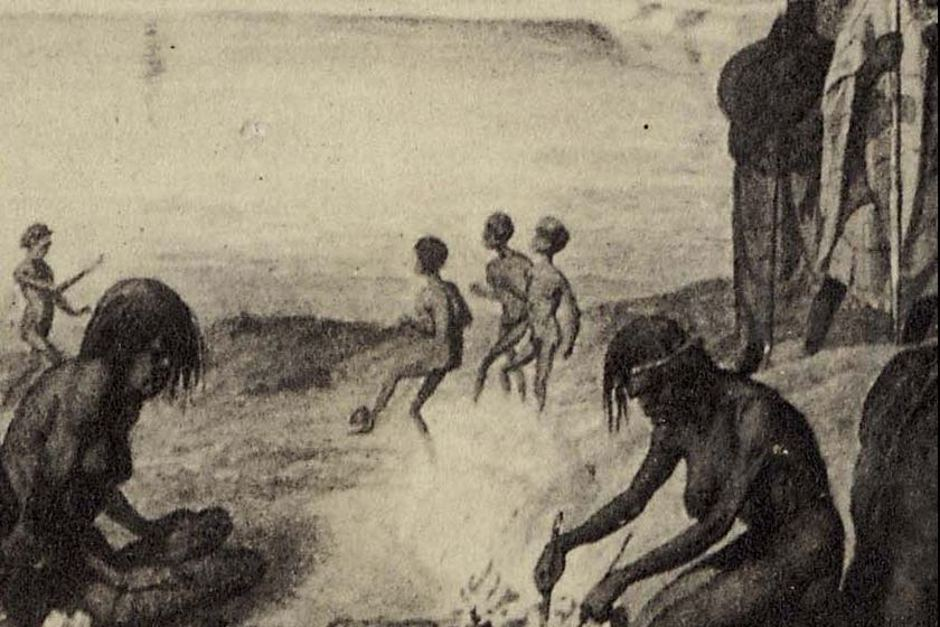
Ragazzi indigeni australiani giocano a Marngrook

In Australia, nell'Ottocento, gli aborigeni amavano celebrare le festività dilettandosi con il Marngrook (il cui significato è "gioco con la palla"), praticato in un campo molto grande per mezzo di un pallone costituito da pelle di possum.

## La nascita delfootball
Se le notizie di sport con la palla praticati con i piedi nel corso dell'età moderna sono molteplici, è in Inghilterra nel 1848 che le prime regole del calcio furono stabilite. Infatti, essendo il football nelle sue varie forme medievali e rinascimentali un gioco estremamente violento, era stato vietato a più riprese, l'ultima nel Regno Unito nel 1835. Tuttavia era sempre rimasta viva la passione per tale sport nelle scuole inglesi, nonostante non esistesse una chiara distinzione tra quelli che oggi sono il rugby e il calcio: nella cittadina di Rugby si preferiva la possibilità di utilizzare anche le mani (handling game o running game, cioè "gioco manuale" o "di corsa"), invece a Eton già nel 1747 si usavano solo i piedi (dribbling game, "gioco dello scartare").
L'unico modo per rendere meno brutale il calcio, e contemporaneamente delinearne una netta demarcazione dal rugby, era codificare un regolamento: in particolare servivano norme precise in merito alla dimensione della palla, al tempo di gioco e al numero dei componenti di una squadra.

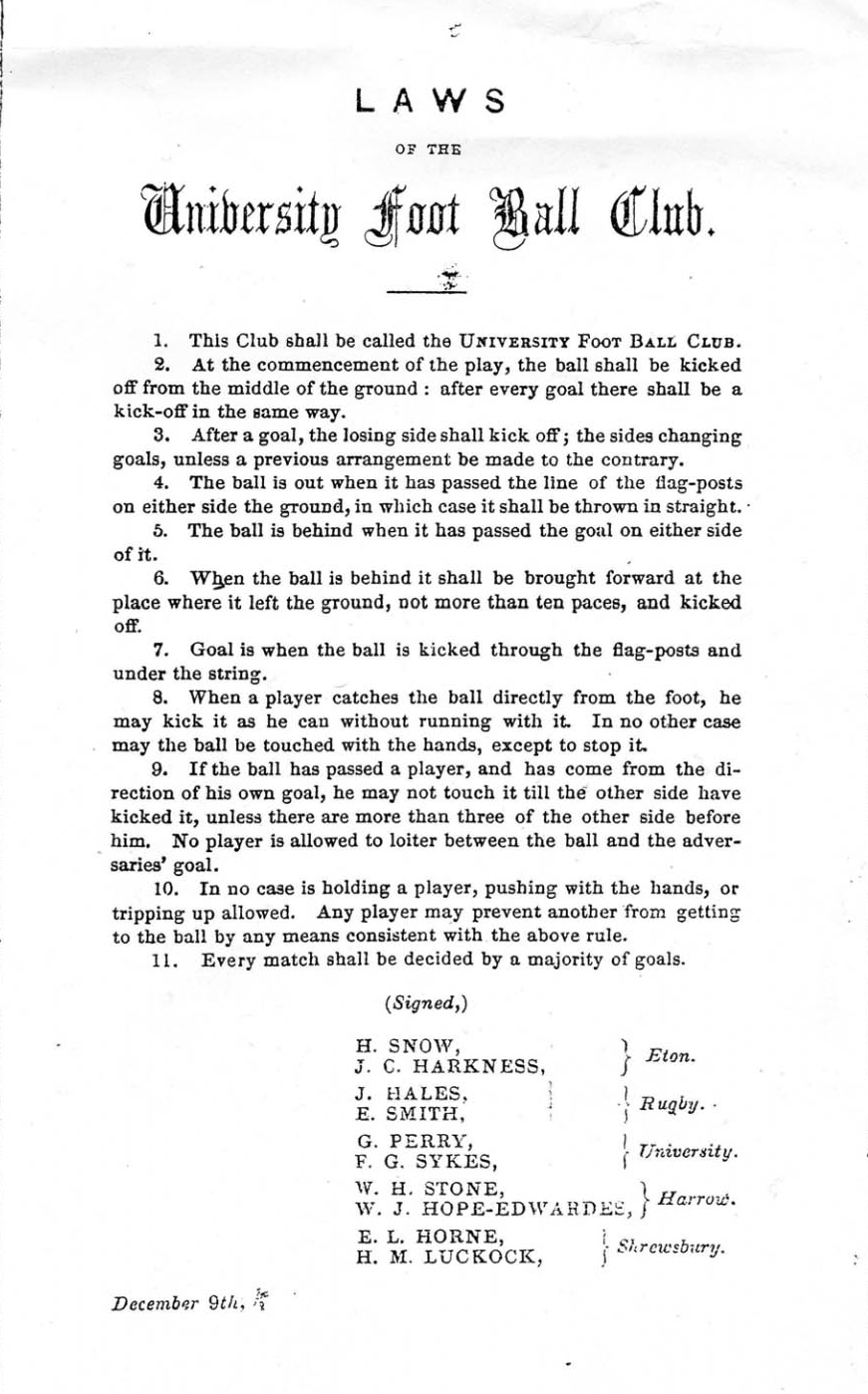
Copia delle regole del calcio nel 1852

Presso il Trinity College di Cambridge nel 1848 si stilò il primo regolamento del calcio moderno, noto come Regole di Cambridge, con 14 norme, tra cui il divieto di placcaggio e di intervenire con le mani (per tutti i giocatori); queste furono integrate dalle Sheffield Rules dieci anni più tardi; nel 1862 si decise inoltre che:
- le squadre dovessero essere composte da undici calciatori[64] - il modello di riferimento era lo sport nazionale, ovvero il cricket, in cui quel numero di giocatori occupava in maniera soddisfacente il campo[67]
- servisse un arbitro neutrale per ogni partita[64]
- il tempo di gioco fosse della durata di un'ora e un quarto[64]
- un calciatore potesse trovarsi in fuorigioco se gli fosse stata passata la palla quando tra lui e il fondo del campo rimanessero meno di tre avversari[64]

Infine nel 1872 si regolamentò la circonferenza del pallone (fra i 27 e i 28 pollici).

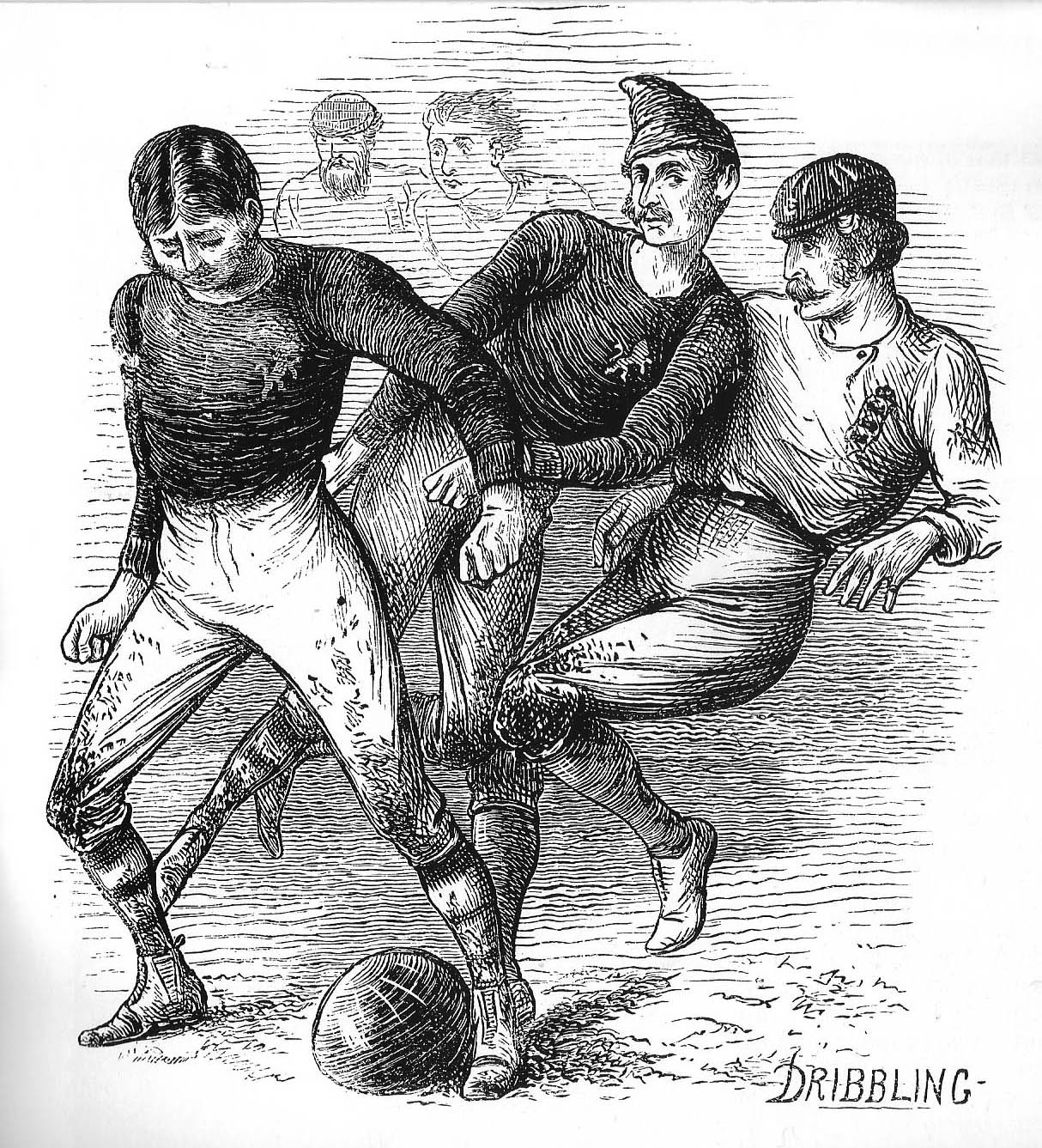
Illustrazione di una fase di gioco del primo incontro tra nazionali: Scozia-Inghilterra del 1872

Il 24 ottobre 1857 venne fondata la prima società di calcio, lo Sheffield Football Club. Il 26 dicembre 1860 lo Sheffield affrontò l'Hallam nel primo match ufficiale della storia.
Tre anni dopo alla Freemasons' Tavern di Londra nacque la Football Association, la più antica federazione calcistica al mondo. Il suo primo segretario onorario fu Ebenezer Cobb Morley.
Il primo trofeo ufficiale fu la Youdan Cup, giocato nel 1867.
La prima competizione organizzata a carattere nazionale fu la FA Cup 1871-1872.
Il primo incontro tra nazionali si tenne a Glasgow il 30 novembre 1872 e fu Scozia-Inghilterra.

## Età contemporanea

### Nascono IFAB e FIFA
Le basi per il calcio degli albori erano state posate nel 1848, ma per alcuni decenni le regole e il gioco non erano univocamente riconosciuti: nel 1868 l'arbitro prese a utilizzare un fischietto per segnalare un'infrazione o convalidare un gol, e non più un fazzoletto; solo nel 1871, anno dell'istituzione della Rugby Football Association (lo scisma poteva dirsi completato), era nata la figura del portiere (goalkeeper, ovvero "colui che protegge la porta"), in particolare era l'unico calciatore a cui era consentito di impossessarsi della palla con le mani (in qualsiasi zona del campo), così da prevenire una marcatura avversaria.
Nel 1888 fu stabilito per regolamento che le porte dovessero essere dotate di una traversa vera e propria posta a un'altezza di 8 piedi da terra: fino ad allora infatti si poteva utilizzare una cordicella.

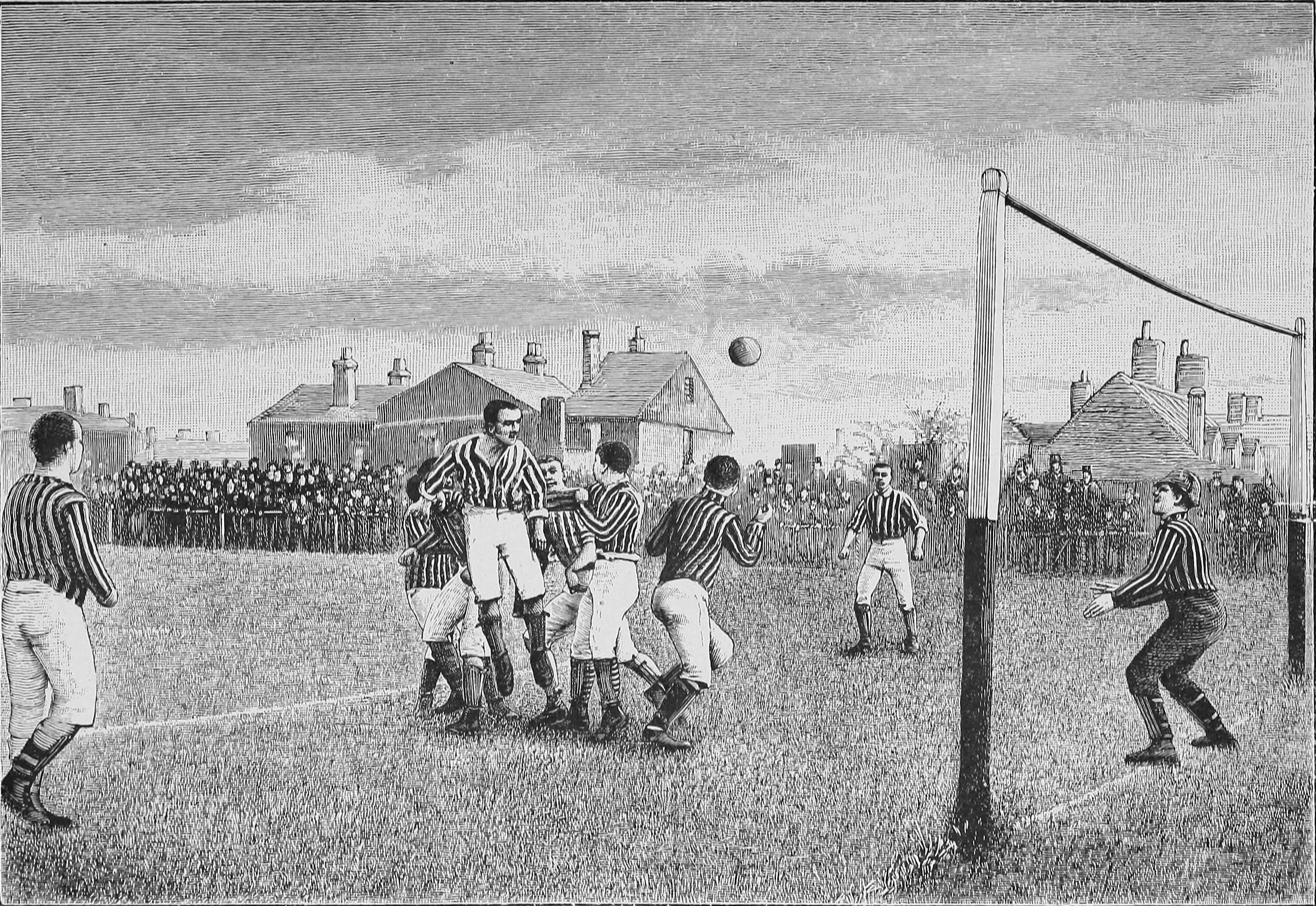
Un'illustrazione rappresenta un colpo di testa durante un incontro di calcio (1894)

Nel 1897 si rese ufficiale la durata di ogni incontro: due tempi da 45 minuti.
A differenza degli esordi, che non vedevano alcuna distinzione di ruoli tra i giocatori, si definiscono poco a poco le "specializzazioni": nascono le tre linee, formate da attaccanti, centrocampisti e difensori.

Il 2 giugno 1886 venne fondato l'International Football Association Board (il cui acronimo è IFAB), organo costituito dalle quattro federazioni britanniche (inglese, irlandese, scozzese e gallese) con il compito di definire le regole dello sport, farle rispettare e, se necessario, apportarvi modifiche.

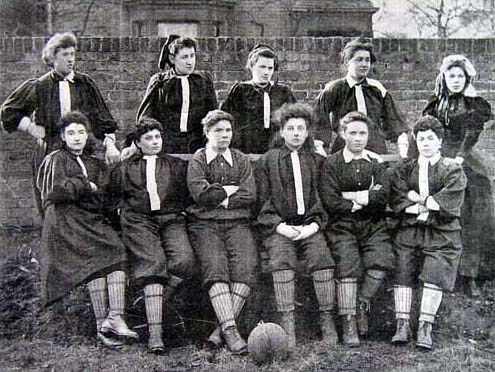
23 marzo 1895: la squadra British Ladies Football Club posa prima della partita

Il calcio negli anni era diventato un fenomeno di costume oltre il genere: il primo incontro femminile si tenne nel 1895. Era inoltre seguito da un numero sempre maggiore di persone: il 20 aprile 1901 la finale di FA Cup ebbe luogo davanti a oltre 110 000 spettatori.
Nel 1902 fu definita ufficialmente l'area di rigore (18 x 44 iarde) e il dischetto del calcio di rigore fu marcato univocamente a 12 iarde dalla porta in posizione centrale.

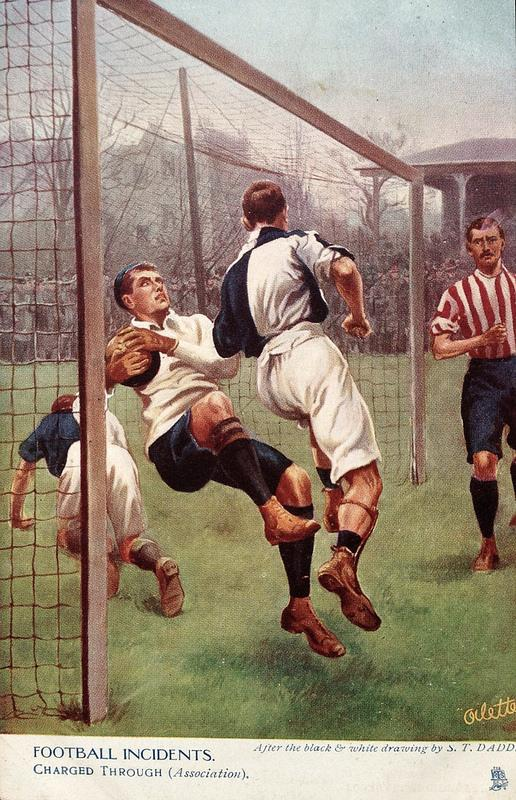
Un portiere, vestito diversamente dai compagni, subisce una carica (1905)

Tra la fine del diciannovesimo secolo e i primi anni del Novecento, il calcio si diffuse dapprima nel Commonwealth, quindi nel resto d'Europa, in America Meridionale e del Nord. I più antichi campionati nazionali non britannici furono quello argentino (in assoluto, 1891) e belga (in Europa, 1895).
La prima competizione internazionale per nazionali fu il Torneo Interbritannico, nato nel 1884, mentre al di fuori del Regno Unito la più antica rassegna fu la Copa Centenario Revolución de Mayo, organizzata nel 1910 in Argentina.
Il primo incontro non ufficiale fra selezioni nazionali al di fuori delle Isole Britanniche si tenne il 20 luglio 1902 a Montevideo tra Uruguay e Argentina, mentre il primo incontro ufficiale tra nazionali fu disputato tra l'Austria e l'Ungheria il 12 ottobre dello stesso anno.
La FIFA (Fédération Internationale de Football Association, "Federazione internazionale delle associazioni calcistiche") fu istituita il 21 maggio 1904 e nel 1905 si affiliarono anche gli inglesi.

### Calcio fenomeno mondiale
Nel 1908 il calcio fece il suo esordio ufficiale alle Olimpiadi.
Nel 1916 fu istituita la prima manifestazione calcistica a carattere continentale: il Campeonato Sudamericano de Football.
Nel 1927 vide la luce la prima competizione internazionale per club: la Mitropa Cup. Inoltre venne organizzata la Coppa Internazionale dal 1927 al 1930, primo torneo europeo a coinvolgere più nazionali.

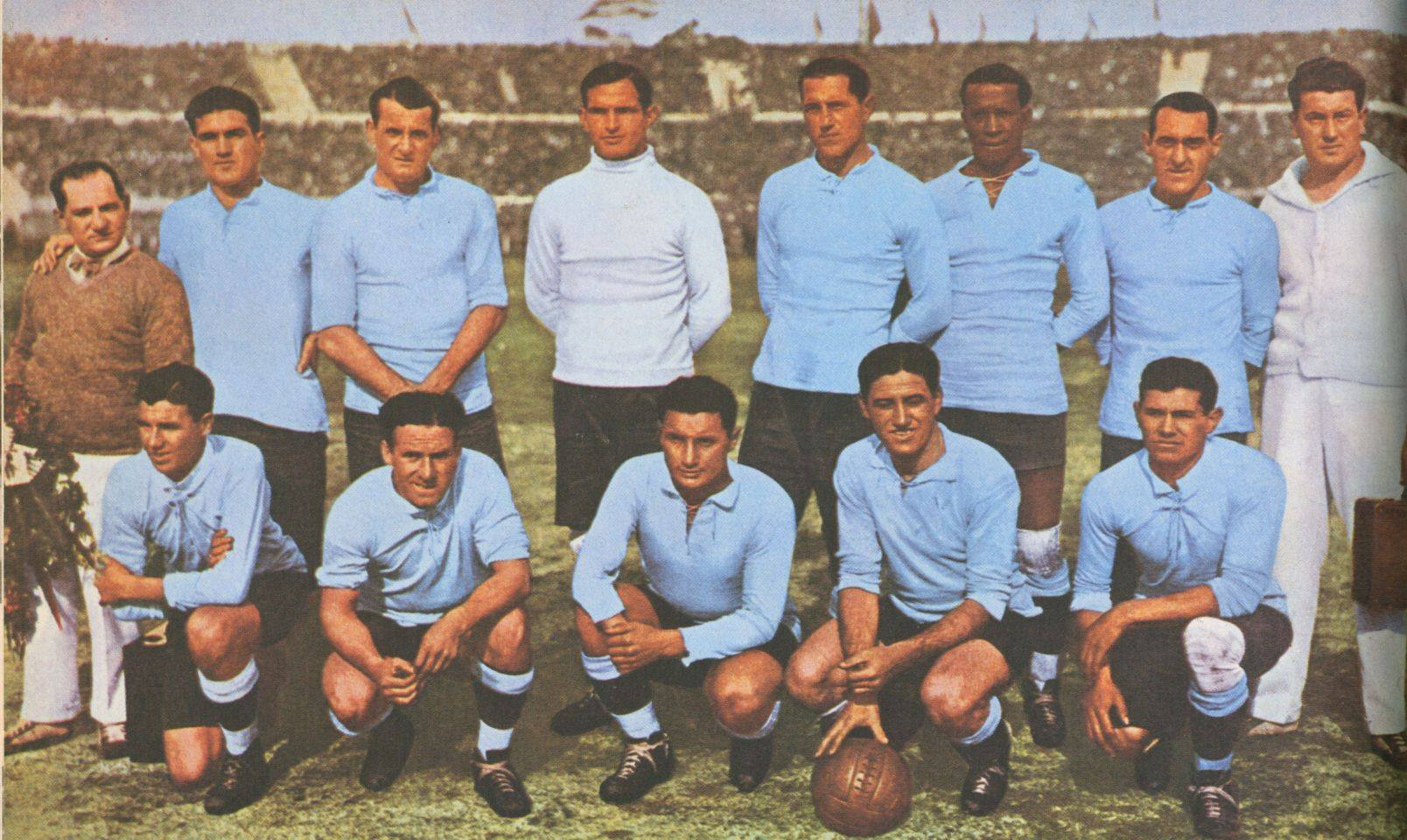
L'undici dell'Uruguay, primo campione del mondo

Nel 1930 si disputò la prima edizione del Campionato mondiale di calcio, evento posto sotto l'egida della FIFA a cadenza quadriennale. Diventerà nel tempo la manifestazione sportiva più seguita al mondo in assoluto. La nazionale che ne ha vinti di più e il Brasile (5) seguito da Italia e Germania, a 4.
Nel secondo dopoguerra nacquero i trofei internazionali più importanti per squadre di club: la Coppa dei Campioni (Europa) e la Copa Libertadores  (America del Sud).

### Anni recenti
Il seguito del calcio ha registrato un continuo crescendo ed è lo sport con più appassionati al mondo; nel 2006, secondo uno studio della FIFA, i praticanti e le persone coinvolte nei diversi ambiti del calcio ammontavano a 270 milioni.
I calciatori sono professionisti tesserati da una società, liberi di firmare un contratto per un'altra alla scadenza di quello in essere, con eventuali limitazioni geopolitiche.

Planisfero con le sei confederazioni riconosciute dalla FIFA

Le varie società sono afferenti a un'associazione nazionale, la quale a sua volta, con un sistema piramidale, è affiliata alla confederazione continentale di appartenenza e alla FIFA. Le federazioni poste sotto l'egida della FIFA e delle sei confederazioni (in rappresentanza di altrettante macroregioni) sono 211.

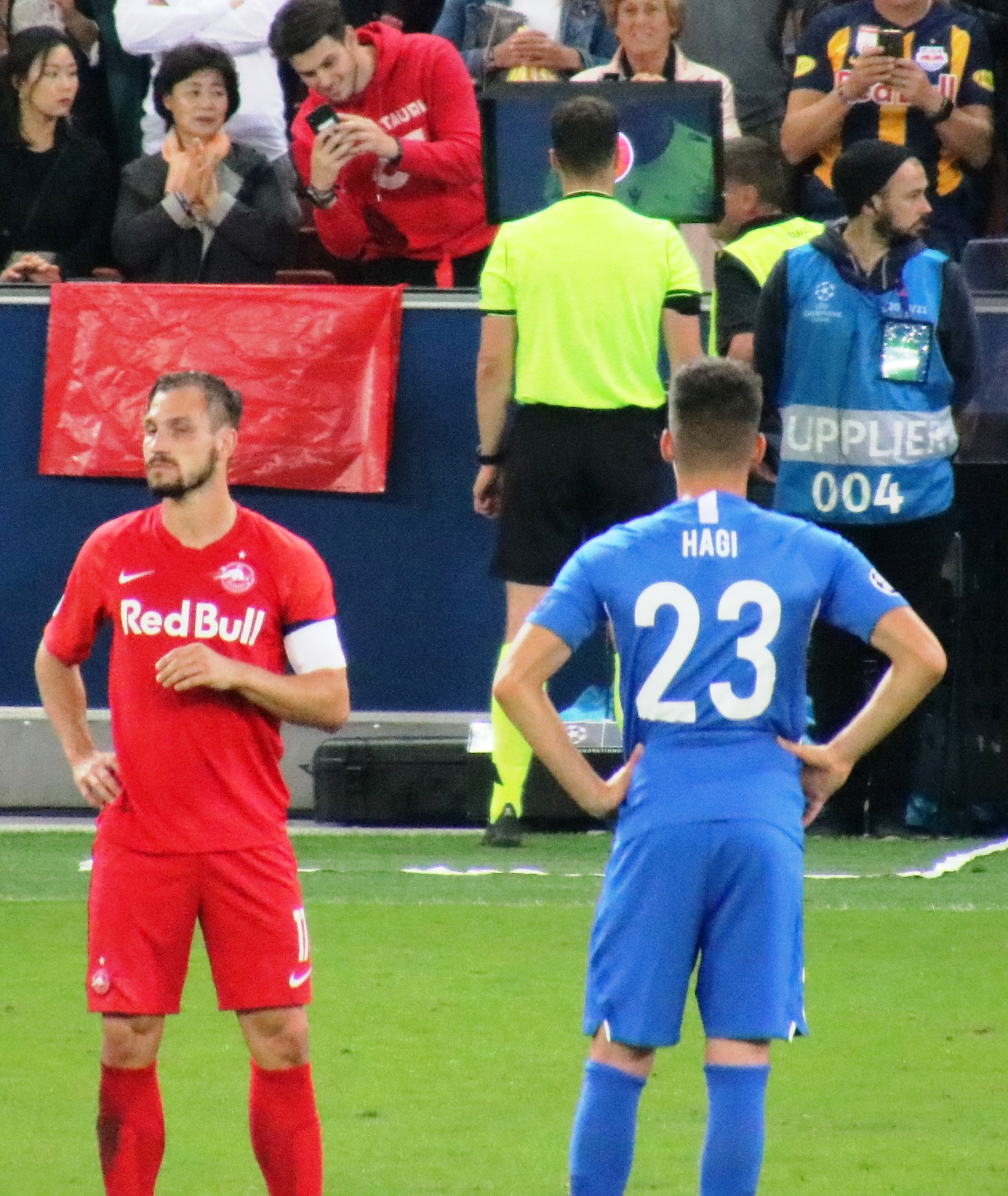
Un arbitro esamina un'azione dubbia al monitor durante una partita nel 2019

Nel 2012 si apre alla "tecnologia di porta" (in inglese Goal-line technology) per dirimere la questione della palla che entrando in porta varchi la linea completamente o meno.
Passano cinque anni e viene introdotto il Video Assistant Referee (VAR, "assistente arbitro al video"). Si tratta di un aiuto del quale l'arbitro può usufruire per prendere decisioni relative a quattro casistiche: espulsione diretta di un calciatore, assegnazione o meno di un calcio di rigore, convalidazione o annullamento di un gol (per fuorigioco o fallo nel corso dell'azione) e scambio d'identità (se l'arbitro avesse sanzionato il giocatore sbagliato).
Il 3 agosto 2017 avviene il trasferimento più oneroso della storia, che ha per protagonista il brasiliano Neymar: il Paris Saint-Germain corrisponde al Barcellona 222 milioni di euro.
Al 2025, il calciatore più pagato è il portoghese Cristiano Ronaldo, con una cifra vicina ai 200 milioni di euro annui (comprensivi di accordi commerciali), mentre per quanto riguarda gli allenatori, il contratto più ricco è quello firmato dall'italiano Roberto Mancini, il quale percepisce 25 milioni di euro a stagione.

## Altre forme di calcio

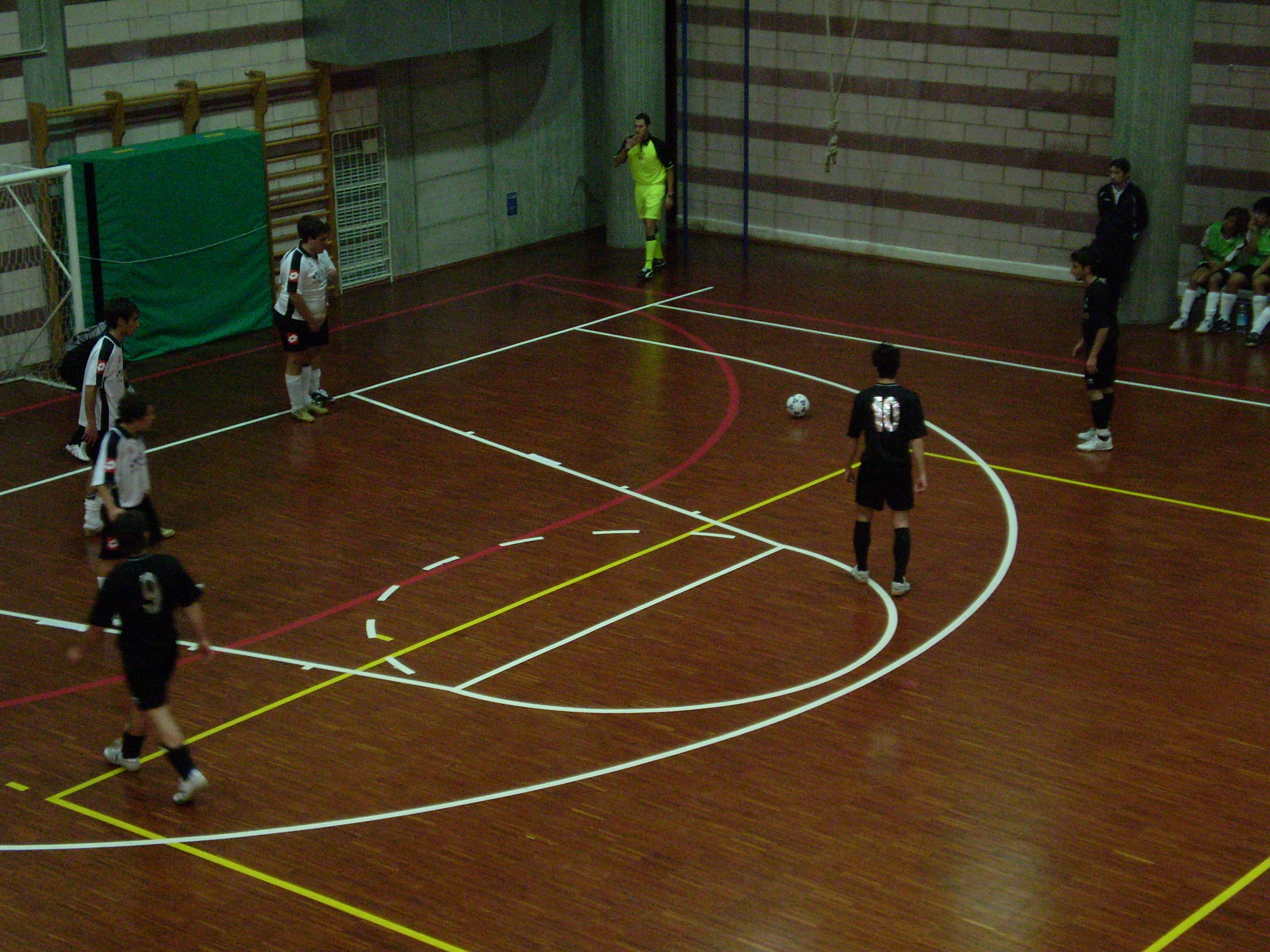
Un incontro di futsal

Nel 1930 venne inventato il Calcio a 5, internazionalmente conosciuto come futsal (da fútbol de salón, ovvero "calcio da sala", nel senso di struttura coperta), che differisce dal calcio per numero di giocatori (cinque appunto), campo da gioco, dimensioni del pallone e particolarità nel regolamento.

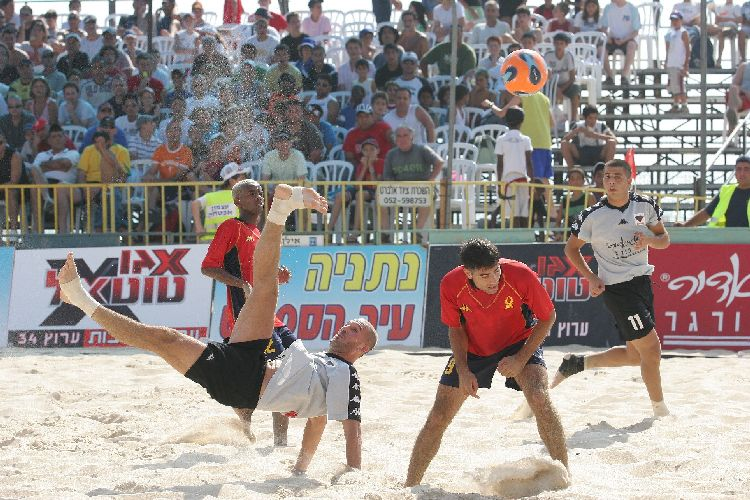
Una partita di beach soccer

Nel 1992 è stato ufficializzato il Beach soccer ("calcio da spiaggia"), già largamente praticato. Si ispira sia al calcio sia al futsal, con la principale differenza che il terreno di gioco è costituito interamente da sabbia.
La FIFA sovrintende a calcio, futsal e beach soccer.
calcio a 7